# ブイシージー
株式会社ブイシージーは、福島県郡山市に本社を置く、食料品を主体としたスーパーマーケットブイチェーンの本部。

## 概要
1974年に設立された。CGCグループに加盟している。
1997年に直営店舗の運営を行う株式会社ブイワンをブイチェーン八山田店（福島県郡山市八山田）に設立している。

## 沿革
- 1974年（昭和49年）12月17日 - 設立
- 1997年（平成9年）6月5日 - 「株式会社ブイワン」を、福島県郡山市八山田の店舗に設立

## 事業所
- 本社 福島県郡山市横塚

## 加盟店舗
福島県内
- 郡山市

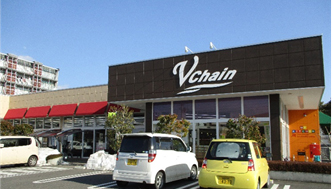
ブイチェーン大槻店

  - 希望ヶ丘店 : 福島県郡山市希望ヶ丘4-2
  - 西田町店 : 福島県郡山市西田町三町目字桜内206-1
  - 新守山店 : 福島県郡山市田村町守山字小姓町307
  - 久留米店 : 福島県郡山市久留米二丁目135-3 （ブイワン直営店）
  - 富久山店 : 福島県郡山市富久山町久保田字我妻50-1 （ブイワン直営店）
  - 八山田店 : 福島県郡山市八山田四丁目3 （ブイワン直営店）
  - 富田東店 : 福島県郡山市備前舘二丁目51 （ブイワン直営店）
  - 喜久田東原店 : 福島県郡山市東原一丁目224 （ブイワン直営店）
  - 緑ヶ丘店 : 福島県郡山市緑ケ丘東三丁目2-1 （ブイワン直営店）
  - 大槻店 : 福島県郡山市大槻町字南八耕地20 （ブイワン直営店）
  - 荒井店 : 福島県郡山市安積荒井三丁目488番地 （ブイワン直営店）
  - 業務スーパー郡山東店 : 福島県郡山市芳賀一丁目9-1 （ブイワン直営店）
  - 業務スーパー大槻店 : 福島県郡山市大槻町字小山田前12 （ブイワン直営店）
  - 大善寺店 : 福島県郡山市田村町大善寺字上新屋敷44
- 福島市
  - 飯野店 : 福島県福島市飯野町大久保字北町51
  - ファンズ丸子店 : 福島県福島市丸子字漆方4-1
- 伊達市
  - ファンズだて店 : 福島県伊達市沓形35
  - ファンズ保原店 : 福島県伊達市保原町字半道94-1
- 伊達郡
  - ファンズ川俣店 : 福島県伊達郡川俣町字中丁24-2
  - 桑折店 : 福島県伊達郡桑折町大字谷地字石塚30-1 （ブイワン直営店）
  - 鶴沢店 : 福島県伊達郡川俣町大字鶴沢字細越12-1
- 二本松市
  - 杉田店 : 福島県二本松市西町33
- 田村市
  - 神俣店 : 福島県田村市滝根町神俣字関場12
- 須賀川市
  - 大黒町店 : 福島県須賀川市大黒町248-2
  - 向陽町店 : 福島県須賀川市向陽町146番地（ブイワン直営店）
  - 長沼店 : 福島県須賀川市志茂字六角65
- 岩瀬郡
  - 鏡石店 : 福島県岩瀬郡鏡石町本町318
- 石川郡
  - スーパーカケダ店 : 福島県石川郡古殿町大字田口字山下88
- 西白河郡
  - 中島店 : 福島県西白河郡中島村大字滑津字背戸原12-1
  - 泉崎店 : 福島県西白河郡泉崎村大字関和久字鳥川68-3
- 南相馬市
  - 北長野店 : 福島県南相馬市原町区北長野字北原田305
- 双葉郡
  - ネモト店 : 福島県双葉郡楢葉町大字井出字西原12
  - マミーズ店 : 福島県双葉郡楢葉町大字下壇字久保田33
  - マルマサ店 : 福島県双葉郡双葉町大字新山北広町1
  - 梅田店 : 福島県双葉郡大熊町大字下野上字大野678-2
- いわき市
  - はたや店 : 福島県いわき市久之浜町久之浜字北町19
  - 好間店 : 福島県いわき市好間町中好間字中川原52
  - 上遠野店 : 福島県いわき市遠野町根岸字石田49-3
  - 小名浜斉藤店 : 福島県いわき市小名浜字神成塚60-2
- 喜多方市
  - 喜多方店 : 福島県喜多方市清水台3-1
- 耶麻郡
  - 西会津店 : 福島県耶麻郡西会津町野沢字原町乙2125
- 会津若松市
  - 松長店 : 福島県会津若松市一箕町松長1丁目17-8
- 大沼郡
  - 本郷バイパス店 : 福島県大沼郡会津美里町思堀向34
- 河沼郡
  - 坂下店 : 福島県河沼郡会津坂下町字小川原949
- 南会津郡
  - 下郷店 : 福島県南会津郡下郷町大字中妻字大百刈86
  - 若松屋店 : 福島県南会津郡南会津町古町字居平18-8
  - 只見店 : 福島県南会津郡只見町大字只見字沖1509
  - 明和店 : 福島県南会津郡只見町小林字下前田469

## 関連会社
- ブイワン